# Agirre (Bermeo)
Agirre es una entidad de población española del municipio de Bermeo, perteneciente a la provincia de Vizcaya, en la comunidad autónoma del País Vasco.

## Toponimia
El lugar puede aparecer referido con las grafías «Agirre» y «Aguirre».

## Historia
Hacia finales del siglo XIX, el lugar, ya por entonces perteneciente a Bermeo, tenía contabilizada una población de veintiún habitantes. Aparece descrito en el primer volumen del Diccionario geográfico, estadístico, histórico, biográfico, postal, municipal, marítimo y eclesiástico de España y sus posesiones de ultramar de Pablo Riera y Sans con las siguientes palabras:

AGUIRRE.—Ald. agreg. al ayunt. de Bermeo, de donde dista 2 kilómetros. Cuenta 21 hab. y 5 edif. Organización judicial.—Depende del part. judicial de Guernica y aud. territorial de Búrgos. Organización civil.—Sujeta al gobierno civil de Vizcaya, cuya capital es Bilbao. Organización militar.—Depende de la c. g. de las Provincias Vascongadas y gobierno militar de Bilbao. Organización económica.—Se halla sujeta á la admon. económica de su prov., en union del ayunt. á que se halla agreg. Organización eclesiástica.—Depende de la dióc. de Calahorra. Servicio público.—Recibe la corr. por las estac. del f. c. de Biblao, Vitoria y Zumárraga, conduccion de Zumárraga y Bilbao á Zornoza y Bermeo, de donde la retira un peaton. Poblacion.—Está compuesta de casas de dos pisos. Artes, oficios, industria.—Su industria es la agricultura. Situacion geográfica y topográfica.—Está situada dentro del distrito municipal de Bermeo.
(Riera y Sans, 1881, p. 116)

En 2022, la entidad singular de población tenía empadronados 59 habitantes y el núcleo de población, los mismos.